# ماگنوشویتسه
ماگنوشویتسه (به لاتین: Magnuszewice) یک روستا در لهستان است که در گمینا کوتلین واقع شده‌است. ماگنوشویتسه ۷۷۰ نفر جمعیت دارد.